# Ани (буква осетинского грузинского алфавита)
Ани  (ჽ, груз. ჽნი) — дополнительная буква грузинского письма.

## Использование
Ранее использовалась в осетинском алфавите на основе грузинского письма (1938—1954), после его перевода на кириллицу была замена на ӕ. В романизации KNAB передаётся с помощью æ.

## Кодировка
Ани асомтаврули, ани мхедрули и ани нусхури были добавлены в Юникод в версии 6.1 в блоки «Грузинское письмо» и «Дополнение к грузинскому письму» (англ. Georgian Supplement) под шестнадцатеричными кодами U+10CD, U+10FD и U+2D2D соответственно.
Ани мтаврули была включена в Юникод в версии 11.0 в блок «Расширенное грузинское письмо» (англ. Georgian Extended) под шестнадцатеричным кодом U+1CBD.